# タイコム証券
タイコム証券株式会社 (英語: Taicom Securities Co.,Ltd.) は、かつて存在した商品先物取引会社。大阪市に本店を置いていた。

## 概要
中小証券会社の一つであり、東京、名古屋、福岡、富山、三宮、岡山、広島に支店を置いていた。
2007年にオーナーであった西田昭二と、代表取締役社長である西田昭博がレバレッジド・バイアウト（LBO）により事業譲渡。ニン・マイケル・チェンを取締役会長、吉田勝信を代表取締役社長においた。
しかし、先物取引市場のマーケット縮小や他社との競争激化から取引高が低迷し、さらに個人投資家の市場離れから、金融商品取引法で定める自己資本規制比率を下回る状況となり、順次業務を廃止、移管していた。
破産に至った過程で、取締役会長であるニン・マイケル・チェンによる会社資産の私物化や、マイケル自らが行った株式派生商品の売買による損失、マイケル個人が経営に関与する会社に対して無理な融資を行い、タイコム証券に多大な損害を与える行為があったのではないかと言われている。
2009年12月25日、大阪地方裁判所に破産手続開始の申立てを行い、同日破産手続開始決定を受けた。債権者は600余名、負債総額は約24億円余。

## 沿革
- 1956年2月 - 大阪市東区今橋で多田商事株式会社として設立[3]。
- 1966年10月 - 大阪市北区神山町に本社を移転
- 1981年2月 - 扇商事株式会社（神戸市）と合併[3]
- 1982年3月 - ビーアイシー通商株式会社（神戸市）と合併[3]
- 1984年
  - 4月 - 株式会社タイセイに商号変更。
  - 6月 - 大成商品株式会社（東京都）と合併[3]
- 1986年12月 - 株式会社タイセイ・コモディティに商号変更。
- 2000年2月 - 外国為替証拠金取引を開始。
- 2001年3月 - タイコム証券株式会社に商号変更するとともに証券業登録。
- 2005年 - トレードプロとの名称のネット取引ソフトを開発。
- 2007年 - オーナーがLBOによる事業譲渡。
- 2009年12月25日 - 大阪地方裁判所に破産手続開始の申立て。破産手続開始決定。

## その他
2009年10月1日には、金融商品業務をアヴァロン湘南証券に事業譲渡すると発表したが、同月14日には別の証券会社に改めると発表し、結局、そのまま破綻するに至った。